# John Charlton, 1. Baron Charlton

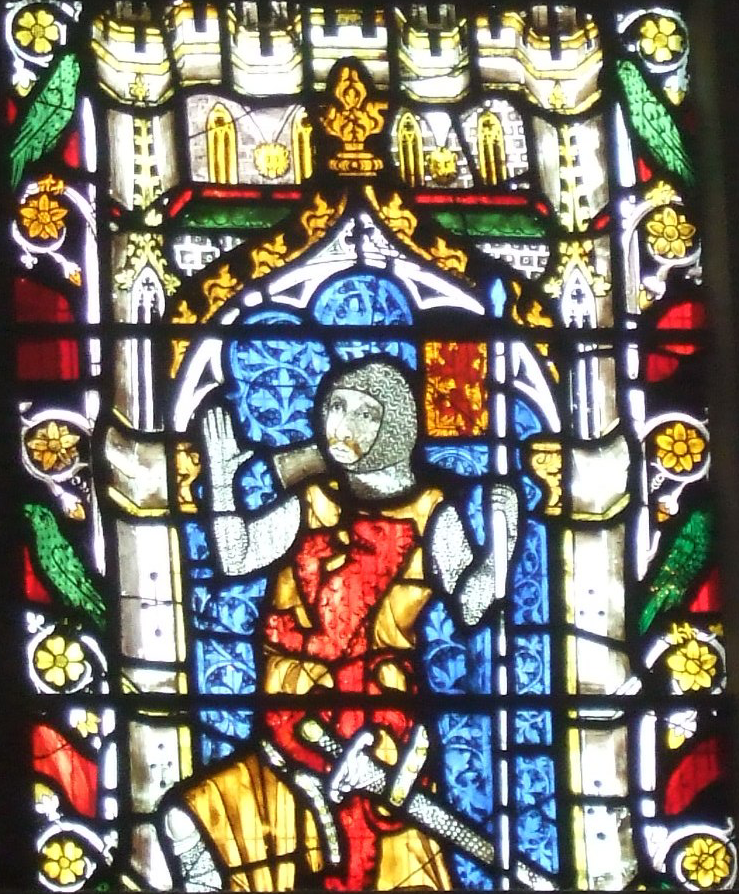
Fenster der Kirche St Mary in Shrewsbury, das vermutlich John Charlton darstellt

John Charlton, 1. Baron Charlton (auch John Cherleton, 1. Baron Cherleton; * 1268; † 1353) war ein englisch-walisischer Marcher Lord und Militär sowie zeitweise Justiciar of Ireland.

## Herkunft und Aufstieg im Dienst Eduards II.
John Charlton stammte aus einer Familie der niederen Gentry aus Shropshire, sein Vater hieß Robert und besaß Grundbesitz in Cherelton im heutigen Wrockwardine bei Wellington. Sein Bruder Alan wurde der Stammvater der Familie Cherleton von Apley Castle in Shropshire, ein anderer Bruder, Thomas, wurde Bischof von Hereford. John diente 1301 während des Ersten Schottischen Unabhängigkeitskriegs als Kommandant von 59 Bogenschützen aus Staffordshire. Vor Juni 1305 war er in den Dienst des Thronfolgers Eduard, des Prince of Wales, getreten, und als dieser 1307 König wurde, wurde er Mitglied des königlichen Haushalts. Im September 1307 diente er als Wache, kurz danach wurde er zum Ritter geschlagen. Im Januar 1308 begleitete er den König zu seiner Hochzeit nach Frankreich, während er 1309 in Irland diente. Im März 1309 erhielt er das Gut von Pontesbury in Shropshire. Als am 25. Juni 1309 Gruffudd ab Owain, der walisische Lord von Powys starb, durfte Charlton vor dem 26. August dessen Schwester und mögliche Erbin Hawise de la Pole heiraten. Damit kam er in den Besitz von Welshpool Castle sowie der Besitzungen von Gruffudd ab Owain. 1310 bot Charlton 400 Mann auf, die an dem erfolglosen Feldzug des Königs nach Schottland teilnahmen. Spätestens 1311 wurde er King’s Chamberlain. Charlton galt als aggressiv und habgierig, aber er war ein loyaler Anhänger des Königs, weshalb die Lords Ordainers wiederholt seine Entlassung forderten. Der König ignorierte diese Forderung und behielt ihn im Amt. 1313 begleitete Charlton den König und die Königin nach Frankreich.

## Gewalttätiger Erbstreit um Powys
1311 begann er einen erbitterten Erbstreit, als er Gruffudd de la Pole, einem Onkel seiner Frau, das Recht auf die kleinen Herrschaften Dinas und Mechain Iscoed abstritt. Gruffudd de la Pole beanspruchte darauf selbst die Herrschaft Powys, da nach walisischem Recht, anders als nach englischem Recht, seine Nichte Hawise als Frau nicht erbberechtigt war, so dass er der nächste männliche Erbe war. Gruffudd wollte schließlich den Streit gewaltsam entscheiden und belagerte mit einer großen Anzahl Walisern Charlton und Hawise in Welshpool Castle. Erst im September 1312 konnte Roger Mortimer of Wigmore die Burg entsetzen und die Belagerung aufheben. Dank der Gunst des Königs, der Charltons Ansprüche bestätigte, blieb er im Besitz von Powys, worauf Gruffudd de la Pole in den Dienst von Thomas of Lancaster, dem Führer der Adelsopposition gegen den König trat. Der König versuchte den Streit beizulegen, indem er sowohl Charlton wie auch Gruffudd im November 1313 begnadigte, doch der Konflikt schwelte weiter. Zur Sicherung seiner Stellung baute Charlton Welshpool Castle weiter aus, unter anderem durch das noch erhaltene doppeltürmige Torhaus.

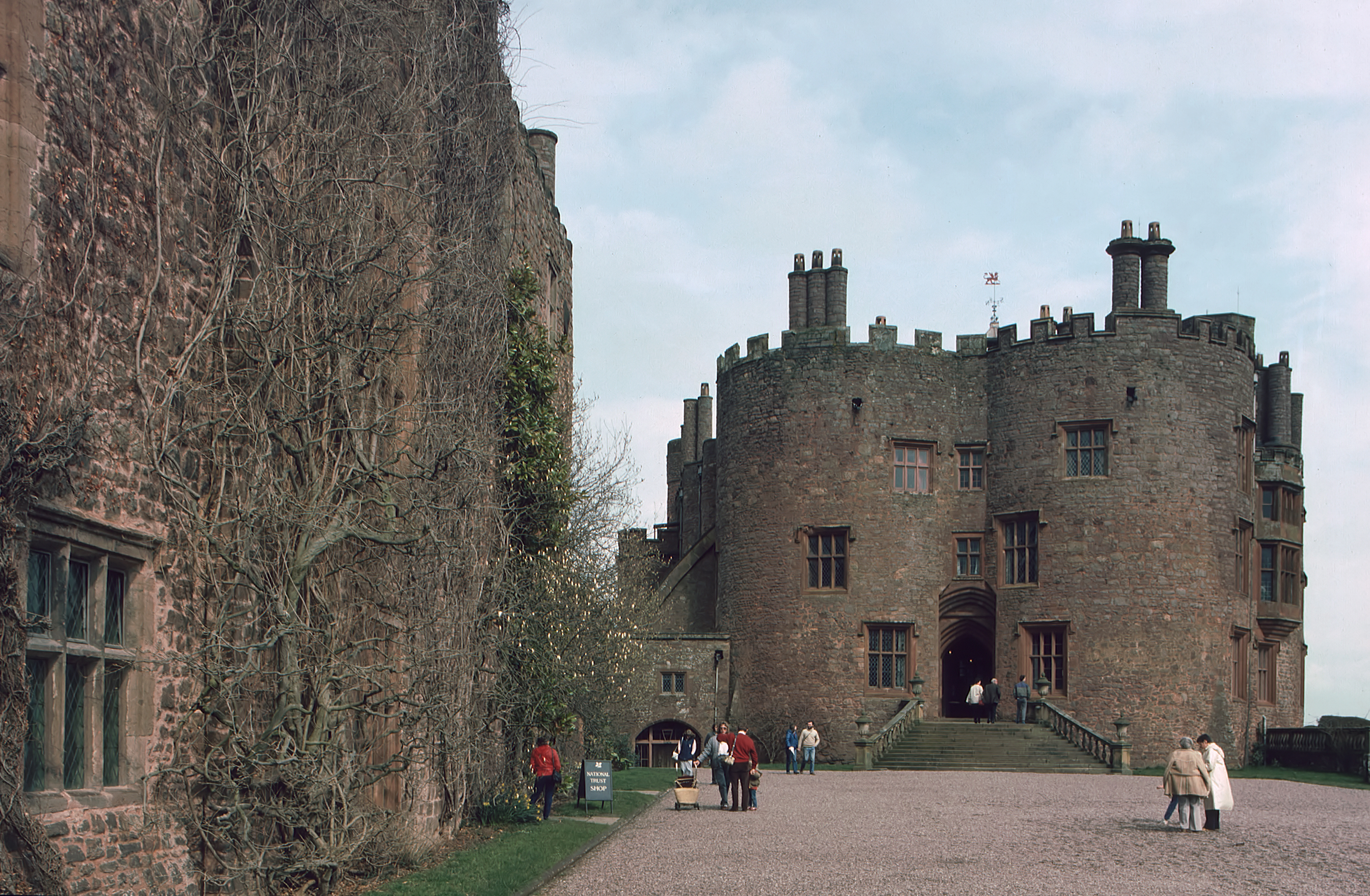
Die ursprünglich von Cherleton errichteten Tortürme von Powis Castle, das ursprünglich Welshpool Castle genannt wurde

## Dienst als Militär und Ausbau der Stellung in Wales
Am 26. Juli 1313 wurde Charlton durch Writ of Summons in das Parlament berufen. Dadurch stieg er zum Baron Charlton  auf. Am 25. Januar 1314 übergab ihm der König die Verwaltung von Builth Castle, und im Sommer nahm er mit 2263 walisischen Fußsoldaten an dem Feldzug des Königs nach Schottland teil, der in der katastrophalen Niederlage von Bannockburn endete. Im Mai 1315 beschwerten sich Bürger von Builth über Cherleton, der sie ausbeuten würde, doch dieser hatte weiterhin die Gunst des Königs und die Beschwerde blieb erfolglos. Im Februar 1316 unterstützte Charlton die Niederschlagung der Rebellion von Llywelyn Bren in Glamorgan, und im Juli 1316 unterstützte er die Niederschlagung einer Revolte der Bürger von Bristol, die gegen den königlichen Constable Baron Badlesmere aufbegehrten. In der Zwischenzeit erneuerte Gruffudd de la Pole seinen Anspruch auf die Herrschaft Powys, worauf der König die beiden Konfliktparteien zur Anhörung einbestellte. Gruffudd erschien jedoch nicht zu diesem Termin, so dass Charlton seine Sicht der Dinge darlegen konnte und dabei Gruffudd beschuldigte, erneut die gewaltsame Durchsetzung seiner Ansprüche zu versuchen. Gruffudd wurde zwar im Oktober vom König begnadigt, doch Charlton erhielt 1317 die Verwaltung für Edgmond, Ford und Newport in Shropshire, womit er seine Stellung in den Welsh Marches ausbaute. Gruffudds Anspruch auf Dinas wurde zwar im Oktober 1318 vom König bestätigt, doch Charlton blieb im Besitz von Powys und bedachte weitere Mitglieder seiner Familie mit Ländereien.

## Wechsel zur Adelsopposition gegen den König
1318 wurde Charlton als King’s Chamberlain von Hugh le Despenser abgelöst. Dieser war zum führenden Günstling des Königs aufgestiegen und versuchte, ein eigenes Territorium in Südwales aufzubauen. Damit kam er weiter mit Charlton in Konflikt, dessen bisherige Loyalität gegenüber dem König nun ins Wanken geriet. 1321 geriet Charlton mit dem König über das Patronatsrecht der Kirche von Welshpool in Streit, und nach dem Despenser War, einer Revolte der Marcher Lords gegen Hugh le Despenser, nahm Charlton am 29. November 1321 an einem Treffen oppositioneller Adliger in Doncaster teil, zu dem Thomas of Lancaster geladen hatte. Vermutlich unterstützte er in der Folge die Rebellion von Lancaster, wurde jedoch bereits Anfang 1322 von Anhängern des Königs, vermutlich in Welshpool Castle, überrascht und gefangen genommen, bevor er sich den Truppen der Rebellen anschließen konnte. Dennoch wurde er nicht wie viele andere Rebellen enteignet und hingerichtet, sondern diente bereits Ende März, kurz nach dem entscheidenden Sieg der königlichen Truppen in der Schlacht bei Boroughbridge an der Grenze zu Schottland, um schottische Überfälle abzuwehren. Am 11. September 1322 wurde er offiziell vom König begnadigt. Ob der König ihm dabei aus alter Freundschaft verzieh oder ihn für die Aufrechterhaltung der Herrschaft in Mittelwales unverzichtbar hielt, ist ungeklärt. Charltons Gegenspieler Hugh le Despenser erlangte jedoch noch größeren Einfluss auf den König, so dass Charlton insgeheim Kontakt mit dem wichtigsten verbliebenen Gegner des Königs, seinen nach Frankreich geflohenen früheren Verbündeten Roger Mortimer of Wigmore aufnahm. Dessen Tochter Maud war zudem mit Charltons Sohn John verheiratet. Als Mortimer zusammen mit der ebenfalls ins Exil gegangenen Königin Isabelle und einem Heer im September 1326 in England landete und die Herrschaft Eduards II. und der Despensers zusammenbrach, unterstützte Charlton den Umsturz. Er konnte Edmund FitzAlan, 9. Earl of Arundel, einen Parteigänger des Königs und zudem Schutzherrn von Gruffudd de la Pole, gefangen nehmen, der anschließend hingerichtet wurde.

## Fortsetzung des Erbstreits und späteres Leben
Charlton nutzte die Wirren des Thronwechsels aus, um seinen Gegenspieler Gruffudd de la Pole von dessen Besitzungen zu vertreiben. Die Versuche der neuen Regierung unter Roger Mortimer, die Ordnung in Powys wiederherzustellen, scheiterten, und im November 1330 sollen Charlton und Gruffudd erneut kurz vor einer bewaffneten Auseinandersetzung gestanden haben. Vor Mai 1332 war Gruffudd jedoch gestorben, doch dessen Erbe Thomas ap Rhodri, der Bruder von Gruffudds Frau und Vater von Owain Lawgoch, übernahm seine Ansprüche und setzte den Konflikt fort. Auch Richard Fitzalan, der Sohn des hingerichteten Earls of Arundel, sann auf Rache gegen Charlton. Auch im Umgang mit der Kirche zeigte sich Charlton streitsüchtig. Schon vor 1318 beklagten sich die Zisterziensermönche von Cwmhir Abbey, dass sie von Charlton unterdrückt wurden, und auch gegenüber den Mönchen von Strata Marcella Abbey, die er bei einer Reform des Klosters unterstützen sollte, trat er hochmütig auf.
Vielleicht um die Situation in Wales zu entspannen, wurde Charlton am 29. Juni 1337 zum Justiciar of Ireland ernannt. Zusammen mit seiner Familie und 200 walisischen Soldaten setzte er nach Irland über, dazu wurde sein Bruder Thomas zum Kanzler von Irland ernannt. In Irland erreichte Charlton jedoch wenig. Über die Verwendung der ihm zur Verfügung gestellten Mittel von 1000 Mark geriet er mit seinem Bruder in Streit, und bereits im Juni 1338 kehrte er nach England zurück. Dort kam es 1339 zu einem erneuten Streit mit Thomas ap Rhodri über die Herrschaft Dinas. Alt und krank zog er sich jedoch in den nächsten Jahren auf seine Besitzungen zurück. 1343 arrangierte er noch die Heirat seines Enkels John mit einer Tochter von Ralph Stafford, 1. Earl Stafford. Er starb erst 1353 im hohen Alter und wurde neben seiner Frau in der Franziskanerkirche von Shrewsbury begraben. Ein Glasfenster aus dem 14. Jahrhundert, das sich ursprünglich in der Franziskanerkirche befand und sich heute in der Kirche St. Mary the Virgin in Shrewsbury befindet, zeigt einen Ritter mit dem Wappen von Powys und stellt vermutlich Charlton dar.

## Nachkommen und Erbe
Mit seiner Frau hatte er mehrere Kinder, darunter:
- John Cherleton, 2. Baron Cherleton
- Lewis Cherleton, Bischof von Hereford

Sein Erbe wurde sein ältester Sohn John.